# Johann Jaenichen

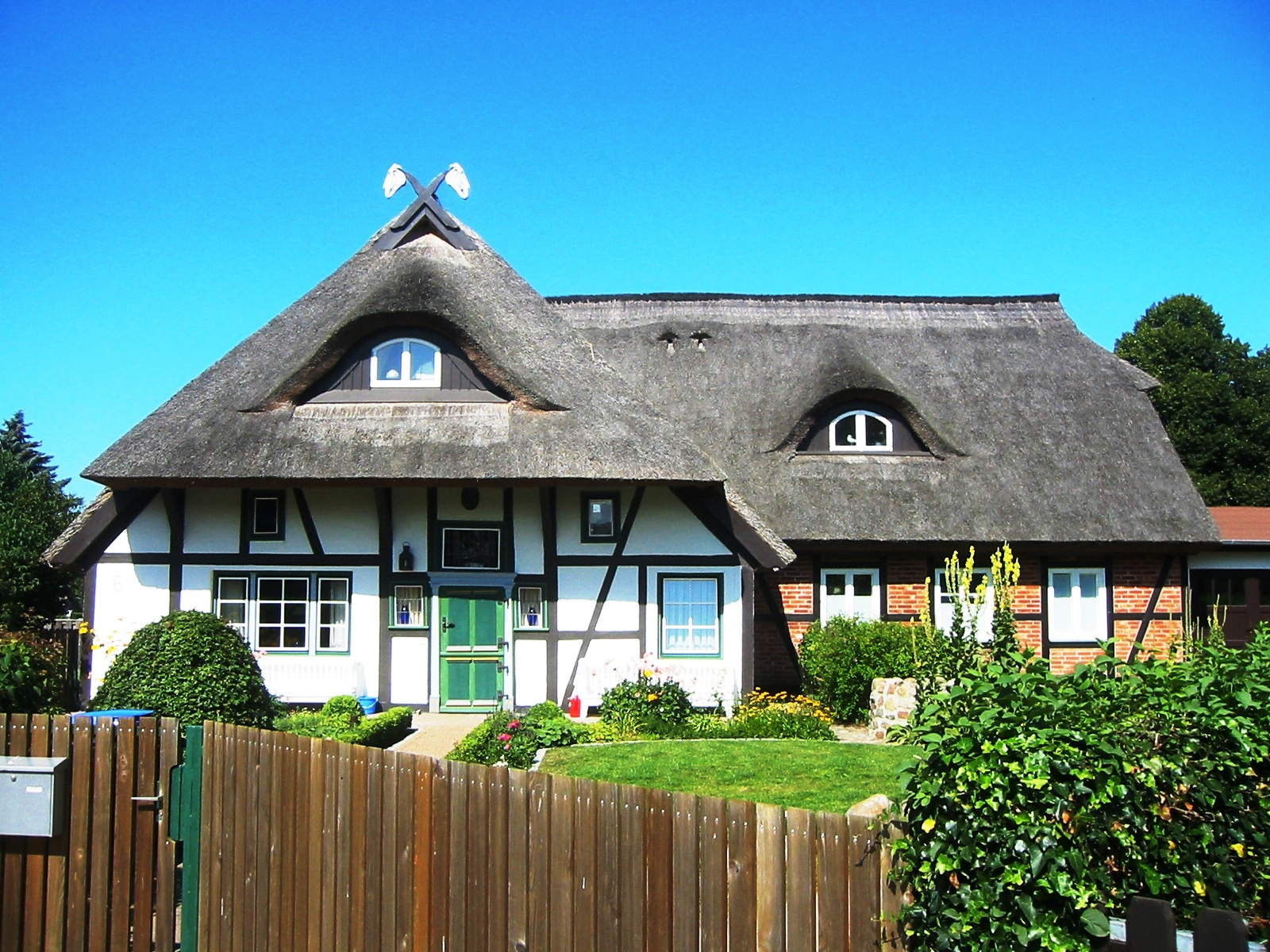
Storchenhaus in Wustrow, Wohnhaus und Atelier von Jaenichen

Johann Jaenichen (* 8. Oktober 1873 in Großenhain; † 7. Mai 1945 in Wustrow) war ein deutscher Bildhauer.

## Leben
Jaenichen wurde als Sohn eines Majors 1873 in Großenhain geboren. Er brachte sich die Bildhauerei als Autodidakt bei, nachdem er zunächst als Finanzassessor bei den Königlich Sächsischen Staatseisenbahnen eine Beamtenlaufbahn absolviert hatte. Anlässlich einer Studienreise, die ihn nach Rom führte, lernte er Hedwig Woermann kennen, die er 1908 heiratete. Mit ihr zog er ins französische Sceaux, wo er sich auf die Darstellung von Pferden und Reitern spezialisierte. Seine ersten Ausstellungen mit 19 Skulpturen fanden in E. Arnolds Kunstsalon in Dresden und im Hamburger Kunstverein statt. Im Ersten Weltkrieg zogen beide nach Dresden; 1919 erwarben sie in Wustrow ein Haus. Hier errichteten beide ein Atelier, welches Jaenichen für die Bildhauerei und seine Frau für die Malerei nutzten. Daneben benutzte er die Alte Fischräucherei im Wustrower Ortsteil Barnstorf als Atelier, in der 1925 auch Heinrich Hauser wohnte.
Ihre Arbeiten waren von teilweise mehrjährigen Reisen nach Übersee unterbrochen, bis sie 1936 schließlich nach Deutschland zurückkehrten. Zwar fanden die Pferdedarstellungen Jaenichens in der Zeit des Nationalsozialismus weiterhin Anklang bei Sport- und Kunstliebhabern. Mit dem veränderten Klima konnten beide jedoch nur schwer umgehen.
Kurz nach dem Einmarsch der sowjetischen Truppen am 3. Mai beging das Ehepaar am 7. Mai 1945 einen Suizidversuch, den Hedwig Jaenichen-Woermann überlebte. Jaenichens Arbeiten in seinem Atelier wurden vernichtet. Sein Grab befindet sich auf dem Wustrower Friedhof.

## Werke

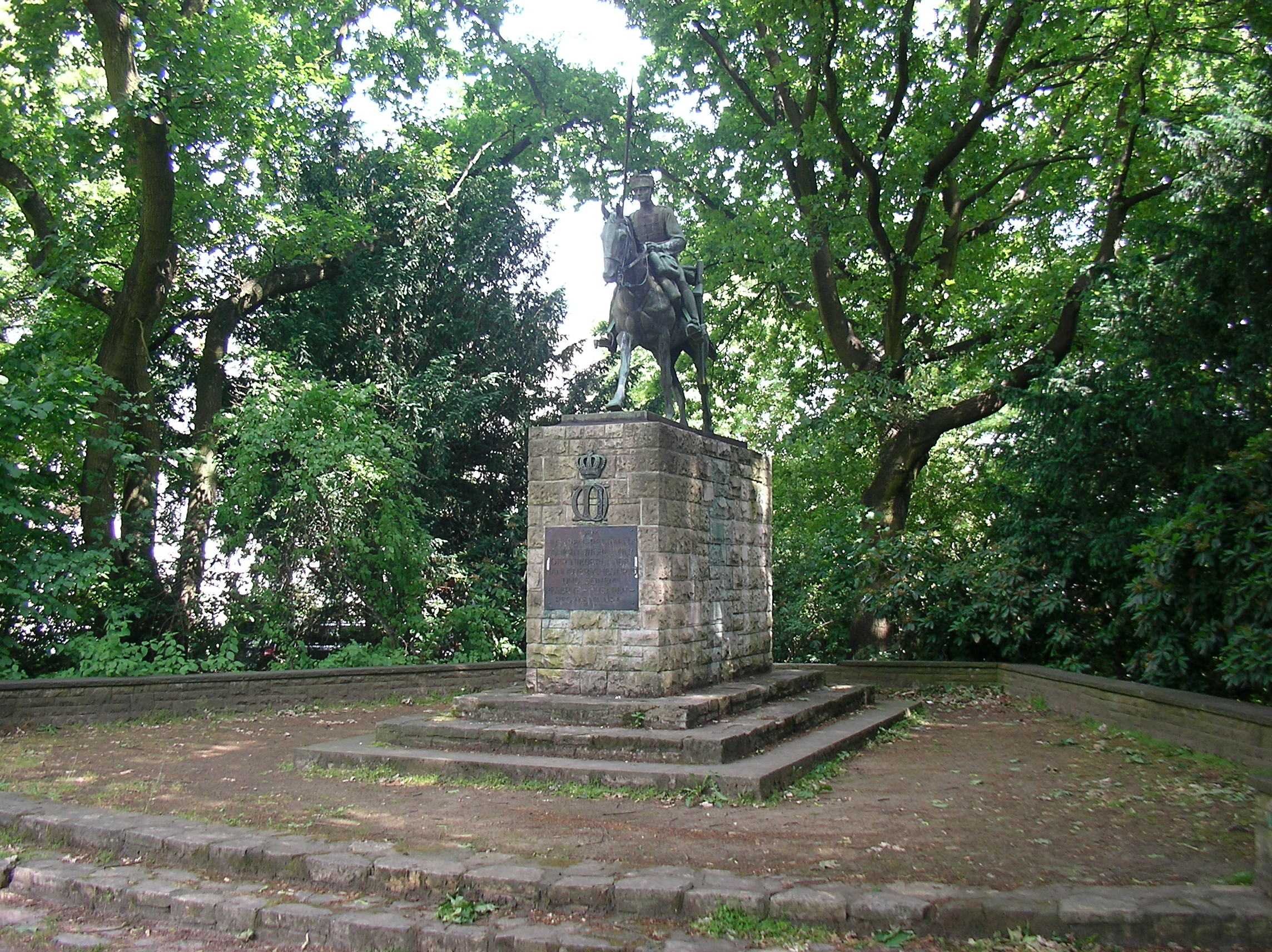
Husarendenkmal in Hamburg-Wandsbek

- „Meldereiter“, Denkmal für das Husaren-Regiment „Königin Wilhelmina der Niederlande“ (Hannoversches) Nr. 15 in Hamburg-Wandsbek (1938)